# Geologischer Wanderweg Alpstein
Als Geologischer Wanderweg Alpstein wird die Schweizer Wanderroute 988 (eine von 269 lokalen Routen) im Alpstein bezeichnet. Die Wanderung beginnt am Gipfel des Hohen Kastens (1793 m ü. M.) im Schweizer Kanton Appenzell Innerrhoden und führt über die Saxerlücke und Bollenwees nach Brülisau.
Die Wegstrecke beträgt 16 Kilometer, es sind 640 Höhenmeter im Auf- und 1500 im Abstieg zu überwinden. Die Wanderzeit wird mit fünf Stunden und 25 Minuten angegeben.

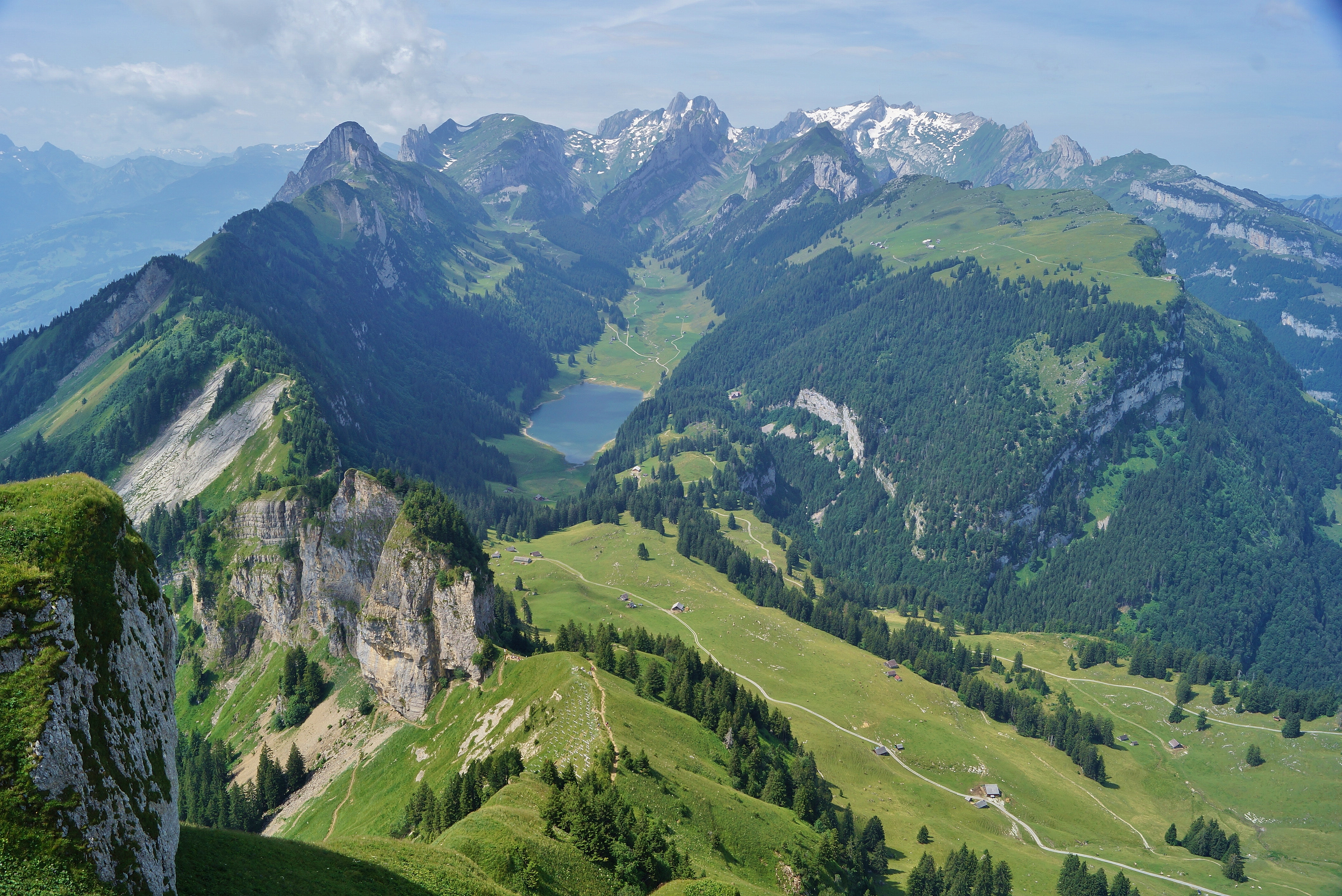
Blick vom Hohen Kasten

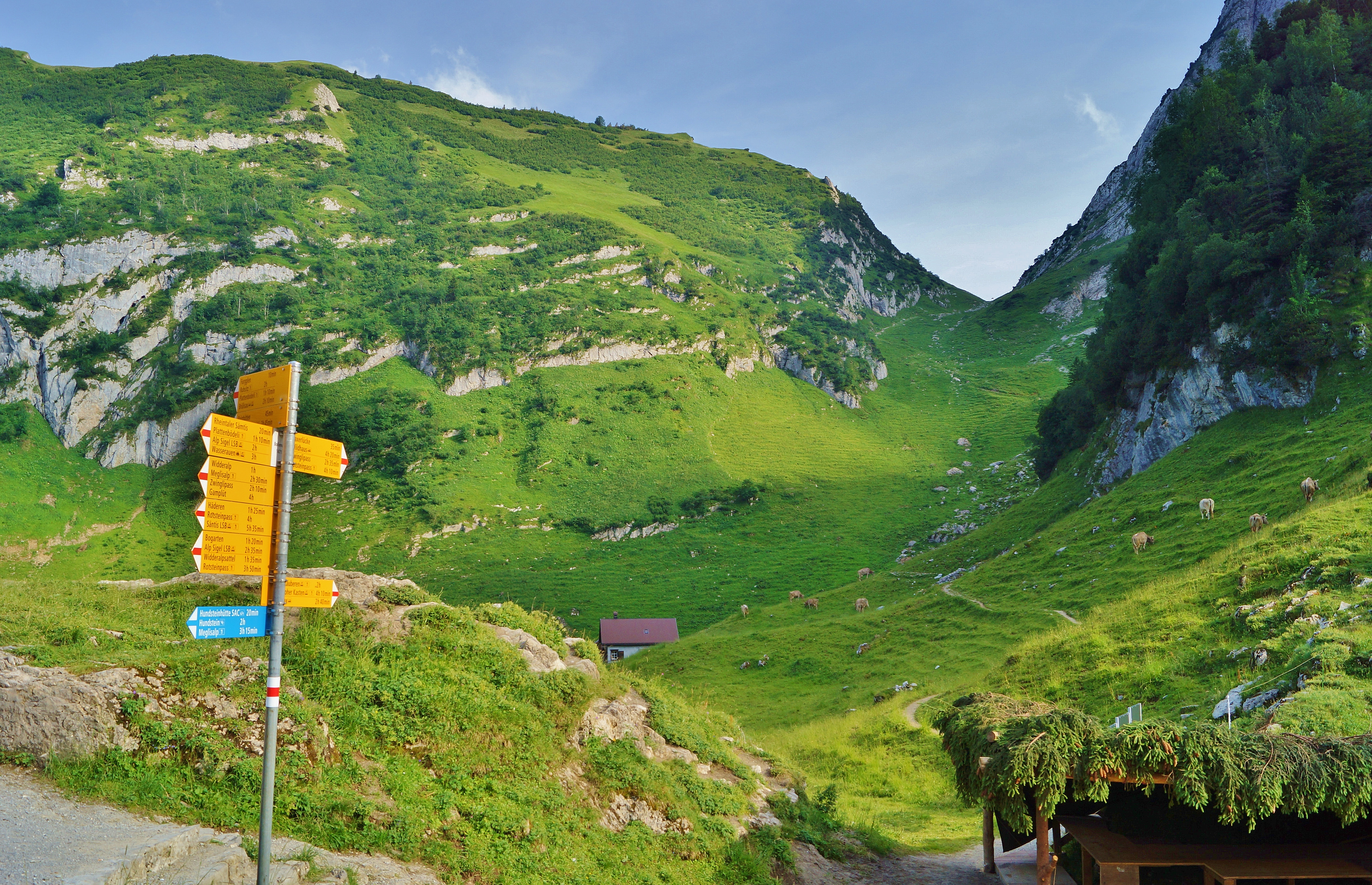
Bollenwees > Saxerlücke

Der Startpunkt kann vom Ziel (922 m ü. M.), wo sich ein Parkplatz befindet und welches über eine Busanbindung von Schwende verfügt, mit einer Luftseilbahn erreicht werden, so dass sich eine Rundtour ergibt.
Die Route ist mit zwanzig modernen Thementafeln ausgestattet. Mit einfach verständlichen Grafiken und Texten werden dem Betrachter zahlreiche Phänomene der Geologie erklärt. Am Weg gibt es mehrere Gaststätten: Am Gipfel mit Drehrestaurant, auf dem Grat unter der Stauberenkanzel das Berggasthaus Staubern (1747 m ü. M.), am Fählensee das Berggasthaus Bollenwees (1477 m ü. M.), oberhalb des Sämtisersees das Berggasthaus Plattenbödeli (1279 m ü. M.); alle drei mit Übernachtungsmöglichkeit.

## Weitere Ziele
Der Weg führt nur durch den nordöstlichen Teil des Albsteins; es gibt eine Vielzahl von markierten Wanderwegen, die zu weiteren Zielen führen, wie z. B. Meglisalp, Schäfler, Ebenalp, Mesmer, Seealpsee und Rotsteinpass. An allen genannten Orten befinden sich Gasthäuser mit Übernachtungsmöglichkeit. Wenn man dann nach Wasserauen geht oder mit der Luftseilbahn zu Tal fährt, stehen Bahn und Bus zur Verfügung, mit Umstieg in Schwende ggf. auch zurück nach Brülisau. 

## Nachweise
1. ↑  Alle lokalen Routen bei SchweizMobil.
2. ↑  Lage & Höhen gemäß «geo.admin.ch».